# Per Schreiner
Per Schreiner (* 8. října 1965 Oslo), celým jménem Per Hugo Vindenes Schreiner, je norský scenárista a dramatik.

## Život a dílo
Per Schreiner se narodil 8. října 1965 v Oslo, kde také vyrostl. Psaní se věnoval již v dospívání, ale téměř vše, co v té době napsal, zničil a psaní na čas opustil. V počátcích kariéry pracoval v souladu s rodinnou tradicí jako knihtiskař. Později našel zalíbení ve filmu a nejprve působil jako produkční. Po čase ale zjistil, že základem dobrého filmu je kvalitní scénář, a proto se začal věnovat scenáristice.
S vlastním psaním začal koncem 90. let minulého století a zpočátku se věnoval hlavně scénářům krátkých filmů, kterých napsal přibližně dvacet. V roce 1999 byly zfilmovány dva z nich – Stopp (Zastávka) a Døren som ikke smakk (Dveře, které nešly zavřít). V roce 2000 se filmového zpracování dočkaly čtyři jeho scénáře a v následujících letech přišly na řadu další. Zmíněný Døren som ikke smakk (1999) a Naturlige briller (Přírodní brýle, 2001) se dostaly do hlavního programu Filmového festivalu v Cannes.  V roce 2002 se podílel na úspěšném povídkovém snímku Folk flest bor i Kina (Utopie – Nejvíc lidí žije v Číně), kde se projevil pro Schreinerovu tvorbu typický absurdní humor. Na filmu pracoval s dalšími pěti scenáristy, je autorem povídek metaforicky popisujících politické strany Høyre (pravicová konzervativní strana) a Senterpartiet (Strana středu). V roce 2006 vytvořil scénář pro celovečerní film – Den brysomme mannen (Otravný chlap). Jednalo se o přepracování jeho stejnojmenného rozhlasového debutu z roku 2003, za kterou o rok později získal prestižní cenu Ibsenprisen. Snímek Den brysomme mannen v režii Jense Liena získal 26 různých filmových ocenění, včetně ceny z Filmového festivalu v Cannes. Dalším jeho úspěšným scenáristickým počinem byl v roce 2008 film Lønsj (Studený oběd), který získal celkem pět filmových cen, velký úspěch sklidil například i na Mezinárodním filmovém festivalu v Bratislavě v roce 2008. Kromě toho stojí za norským seriálem Kampen for tilværelsen (Boj o život), na kterém pracoval společně s Bjørnem Olafem Johannessenem a Erlendem Loem. Seriál získal mimo jiné v roce 2015 ocenění za nejlepší scénář v rámci norských cen Gullruten.
Současně se věnuje i psaní rozhlasových her. Debutoval hrou Den brysomme mannen, která měla premiéru 16. listopadu 2003 na stanici P2 norského veřejnoprávního rozhlasu NRK. V roce 2004 za ni obdržel Ibsenprisen. O rok později přišel s rozhlasovou hrou – Plutselig (Najednou), jež měla premiéru 26. září 2004 taktéž na NRK. U nás tuto komedii odvysílal Český rozhlas v režii Petra Mančala a v překladu Karolíny Stehlíkové roku 2012. Úspěšná byla i Schreinerova následující hra Tilbake til Tuengen allé (Zpátky na Luční vrch), která se poprvé vysílala 4. září 2005 opět na stanici NRK. Mezinárodnímu publiku se představila v témže roce na festivalu Prix Europa v Berlíně, kde získala speciální cenu stanice Radio France. Na základě tohoto úspěchu se hra dočkala zpracování na mnohých evropských rozhlasových stanicích. Českým posluchačům ji nabídl Český rozhlas v režii Ivana Chrze a v překladu Františka Fröhlicha v roce 2007.
V roce 2010 zvítězil s hrou Et langt og lykkelig liv (Dlouhý a šťastný život) v soutěži o nejlepší divadelní text v rámci festivalu současné norské dramatiky Norsk dramatikfestival. Hra byla uvedena o rok později na scéně osloského Det norske teateret.
Jako spisovatel debutoval v roce 2015 povídkovou sbírkou Min fars fem bad (Pět koupelen mého otce). Hned vzápětí následovaly romány Henrettelse med elefant (Popraven slonem, 2016), Elster, Andresen, Dahl (2017), Dagen før halv tre (Den před půl třetí, 2018) a Beistet (Zvíře, 2019).

## Ocenění
- 2004: Ibsenova cena za rozhlasové drama Den brysomme mannen
- 2004: Prix Europa, speciální cena Radia France rozhlasové drama Tilbake til Tuengen allé
- 2006: Amandaprisen za scénář filmu Den brysomme mannen
- 2015: ocenění Gullruten v kategorii nejlepší scénář – TV seriál Kampen for tilværelsen

## Dílo

### Filmové scénáře

#### Krátké filmy
- Stopp (1999)
- Døren som ikke smakk (1999)
- 34 november (2000)
- Gamle venner (2000)
- Hver søndag hos mor (2000)
- 1–6 (2000)
- Naturlige briller (2001)
- Monster (2001)
- Morgenstemning (2001)
- Om vennskap (2001)
- Samaritanen (2001)
- Dykk (2002)
- God jul (2002)
- Siste hus (2002)
- Etter leggetid (2004)
- Usynlig (2005)
- Tørt og kjølig (2008)
- Fisken og havet (2011)
- Folk som faller, 07.14 – 02.55 (2013)
- En hel uke i Holmestrand (2014)
- Verdens mellomste fisk (2017)
- Mit mir durchbrennen (2017)
- De Første Dagene (2019)
- One or Two Lies (2019)

#### Celovečerní filmy
- Folk flest bor i Kina (Utopie – Nejvíc lidí žije v Číně, 2002) – část o Høyre a Senterpartiet
- Den brysomme mannen (Otravný chlap, 2006)
- Lønsj (2008)

#### Další
- Kampen for tilværelsen (TV seriál, 2014–2015) – na scénáři spolupracoval Bjørn Olaf Johannessen a Erlend Loe

### Hry

#### Rozhlasové hry
- Den brysomme mannen (Otravný chlap, 2003, zfilmováno 2006)
- Plutselig (NRK, stanice P2, premiéra 26. září 2004; česky Najednou, Český rozhlas, 2012)
- Tilbake til Tuengen allé (NRK, stanice P2, 4. září 2005; česky Zpátky na Luční vrch, Český rozhlas, 2007)
- I mørket (NRK, 2016)

Divadelní hry
- Et langt og lykkelig liv (Dlouhý a šťastný život, Det norske teateret, 2011)